# Клуб Речников

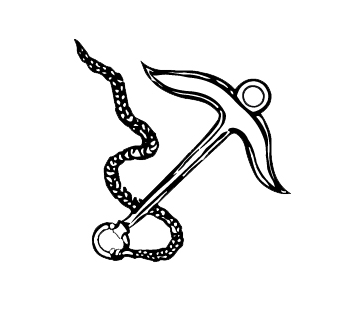
Эмблема клуба Речников — якорь речного судна

Клуб Речников (Речники) — творческое объединение, возникшее в Санкт-Петербурге в 1989 году. С момента его основания состав клуба остается неизменным. В него входят: Тимофей Абрамов, Денис Александров, Роман Грузов, Стас Макаров, Линас Петраускас, Максим Полещук, Егор Остров и меньший брат — пёс по имени «Кот». Участники клуба именуют себя наёмниками искусства и действуют в области живописи, поэзии, фотографии, кино и видео, дизайна, робототехники, огненных и театральных мистерий.

## Предыстория
Как художественное объединение, Клуб Речников возник в результате деятельности «Компании Авангардного искусства III династии истинного ленинградского авангарда», театра «Реального искусства» Эрика Горошевского, оркестра «Птица Штраус» — юношеской сборной «Поп-Механики» организации и учёбы в «Свободном университете», и деятельности общества «Полупамятников».
В этот период сложиться устойчивый круг единомышленников который и преобразовался в закрытый Клуб Речников в 1989 году. Легенда гласит что речников всегда 7 и есть ещё плавающий адмирал, который держит курс и связь.
Якорь — символ Клуба Речников был найден Стасом Макаровым в Театральной библиотеке, в альбоме по истории античности — это одно из первых изображений якоря и это именно речной якорь, который легко опознать по второму уху, сделанному для поплавка.

## Манифест Клуба Речников
Первый манифест Клуба Речников гласил: 

«Мы мечтаем украсить мир, не отрицая чего бы то ни было. Мы питаем интерес ко всем творческим направлениям в искусстве. У нас нет врагов. Бережное и уважительное отношение к вниманию и вкусу публики стимулирует наше стремление к знаниям. Отдыхая от революций модернизма, мы начинаем изучать академические традиции искусств. Используя дисциплину академического знания и всеядность, воспитанную в нас анархией в культуре последнего века, мы надеемся на Возрождение во всех областях культуры».

## Сквоттинг
С начала 90-х Речники становятся принципиальными сквотерами.
Первый сквот в котором жили Речники находился в доме по адресу Мойка 22, — ныне это гостиница «Кемпински», в соседних квартирах располагались мастерские выдающихся представителей петербургской культуры Юриса Лесника — изобретателя «морфера», режиссёра, автора «Пиратского телевидения», Ивана Мовсесяна директора музея «Дворцовый мост», художника Владислава Мамышева-Монро, художника Виктора Тузова, и группы «Пепси». В этом сквоте зарождалось новое художественное направление неоакадемизм.
После закрытия здания на реконструкцию «Клуб Речников» переехал в сквот на 10-ю Красноармейскую улицу, дом 11.
За этим последовало сквотирование целого дома на улице Черняховского, дом 58, где Речники продержались два года в отсутствии электричества, отопления и воды.
В 1994 году Клуб Речников захватил пустующую квартиру на последнем этаже дома генерал-аншефа Меллер-Закомельского по адресу ул. Гагаринская, дом 1. До переименования ул. Гагаринская называлась ул. Фурманова, что определило название сквота «Фурики». «Фурики» — сквот-долгожитель, просуществовал вплоть до 2008 г. Единственным официально прописанным жильцом «Фуриков» был пёс по имени «Кот». Дом необитаем и поныне.
В 1998 году во дворе дома была заложена Пирамида. Необходимые архитектурные расчеты произвел известный мечтатель Юрис Лесник. Пирамида имеет трёхгранную форму и сложена из диабаза — камня, употребляемого для мощения улиц. Пирамида была достроена Речниками и гостями клуба и объявлена завершенной, когда верхний камень достиг уровня второго этажа. Рядом с пирамидой установлен памятный камень с изображением якоря и надписью «Заложена в 1998». Официальное открытие состоялось на фестивале «Неофициальная столица» в 2000 году.

## MessMedia
Стремясь сохранить свою частную, изолированную клубную структуру, в 1993 году речники формируют MESSMEDIA — независимое информационное агентство, обеспечивающее их внешние связи, интерфейс для включения в проекты разных людей. Среди акций MESSMEDIA участие в предвыборной кампании депутатов законодательного собрания — акция «Депутат Пётр Щелищ чудак», создание первого городского информационно-сетевого портала «Речные новости», акция «Речная инспекция» на фестивале STUBNITZ () корабль искусств, 1993, которая сопровождалась ежедневным вещанием с четырёх ленинградских радиостанций, в том числе радио «Катюша» где вел передачи выдающийся сценарист Константин Мурзенко.
В 1995 году в Государственном Музее Истории Санкт-Петербурга, на «Тихой Рыбной выставке им. В. Е. Татлина» MESSMEDIA выставила архивные материалы Клуба, которые после выставки были переданы в музей истории города, где и хранятся по сей день. Тем самым, обнулив процесс бумажной архивации материала клуба.

## Клуб Речников и Новая Академия
В 1993 году Речники стали первыми студентами Новой Академии Изящных искусств, открытой Тимуром Петровичем Новиковым. С 1994 года Речники принимают участие во всех выставках Новой Академии в России и за рубежом. Переход Речников из студенчества в аспирантуру НАИИ был ознаменован работой над изданием «Золотого Осла» Апулея, который вышел с блестящими текстами Аркадия Ипполитова и Екатерины Андреевой. В 1996 Егор Остров придумал и реализовал вместе с Новой Академией и Клубом Речников видео мистерию «Интеракция», во время которой всю ночь картины художников развивающих неоклассическое направление в искусстве, проецировались на брандмауэры петербургских домов, за что был произведен в профессора НАИИ.
В том же году сокурсница Речников Юлия Страусова увековечивает образы Речников в скульптуре. Она создает 7 портретных бюстов в античной традиции, которые были представлены публике в Летнем саду. В стенах Академии под руководством профессора Д. Егельского и А. Медведева возникла первая школа возрождения старых технологий фотопечати, которая существует и поныне. Вместе с профессором Д. Егельским в школе работали Егор Остров, Стас Макаров, и присоединившийся позже Денис Александров.

## Кино
Учителями и наставниками Речников в кино были Б. Юхананов, братья Алейниковы и С. Добротворский. В конце 80-х, начале 90-х были сняты фильмы «Тайна», «Камни», «Контрабанда», «Серебро не золото, золото не серебо» (совместно с Беллой Матвеевой), «Метрополис», «Озеро, облако, башня». Фильмы участвовали в фестивалях параллельного кино в России и за рубежом. В сотрудничестве с группой «Нож для фрау Мюллер» были сняты одни из первых в России музыкальных клипов.

## Бестиарий Речников
Механические роботы, выполненные в технологии low-teс, представляют двигающихся монстров собранных из остатков самолётов, подводных лодок, пылесосов и старинных мотоциклов. Они лязгают, жужжат, двигаются и в отдельных случаях даже сражаются между собой и со своими создателями.
Наиболее известное из них чудовище — Pneumomonstrum Urbanum — металлическая крыса использовалась в большинстве шоу Клуба Речников. Выставлялась в ЦВЗ «Манеж», Государственном Русском музее, Эстонском Художественном Музее и многочисленных галереях.

## Поэзия
Стас Макаров-Когг, вместе с Клубом Речников регулярно инициировал и проводил поэтические чтения, где авторы читали свои стихи и звучали стихи классиков. Вечера проходили под девизом «Слово должно звучать».
- 1995 «Поэзии ночь» Михайловский сад, Павильон Росси, Петербург
- 1996 «Поэзии вечер», особняк М. Кшесинской; «Поэзии тень», Новая Академия Изящных Искусств; «Основной инстинкт», клуб «Грибоедов», Петербург
- 1997 «Поэзии дуэль» клуб «Грибоедов»; «Поэзии полёт», Павловский дворец, Птичий павильон, Петербург
- 1998 «Поэзии экстрим», клуб «Порт»; «Поэзии эфир», радио «Порт FM», Петербург
- 1999 «Поэзии Бар», бар «Крокодил», Петербург
- 2001 «Подводная поэзия» ЛенЭкспо, Петербург
- 2002 «Поэзии Сад», клуб «Сад», Москва
- 2005 «Многомерная поэзия» с участием глухонемых поэтов, музей сновидений З. Фрейда, Петербург
- 2008 «Чтец — Декламатор», галерея «Формула», Петербург

Чтения авторов легли в основу фильма — «Поэзии Видеоткань»

## Open Air’ы
Клуб Речников основоположники open air’ов в России. В 1996 Речники устраивают первый open air «Нелегальный пикник», совместно с берлинской саундсистемой Interflug Galaktika, где значение «open air» обрело смысл. Место проведения: Кронштадтская дамба, 7-й форт. В дальнейшем организаторы и активные участники open air’ов — «Знаменка», «Air Fire», «Rest4rest», форт Александр «Чумной» 2000 и 2001 и многих других.

## Мастерские Клуба Речников
Сотрудничество Романа Грузова с английской группой Mutoid Wasted (англ.) и работа Дениса Александрова на Штубнице () привела к созданию «Мастерских Клуба Речников», где рождались урбанистические объекты из титана и сплавов, конверсионного происхождения. С 2000 года мастерские занимаются интерьерным и технологическим дизайном. Среди работ:
- 1997 интернет-кафе клуба «Порт», описанное в эссе Брюса Стерлинга[1]
- 1998 пространство бара «Fish Fabrique»

С 2000 года начинается экспансия в Москву. «Мастерские Клуба Речников», а именно Роман Грузов, Тимофей Абрамов и Денис Александров создают интерьеры и конструкции клуба «Jet Set», для которого был разработан новый интерьерный стиль «технобарокко», клуба «Шамбала», клуба «Лето», клуба «Дягилев».

## Речные Мистерии
В своих постановках Речники всегда соблюдали основной принцип средневековой драматургии — ощущение опасности должно быть реальным.
- В 1993 году в театре «Балтийский дом» состоялась акция «Зазеркалье», во время которой якорем было разбито гигантское зеркало. С этой акции начались «Речные мистерии» или игры с судьбой.
- 1994 презентация романа В. Сорокина «Роман», Дом Учёных, Москва.
- 1996 «Избиение Красной Крысы» Манеж. Санкт-Петербург
- 1997 «Бой Тезея с Минотавром», Манеж. Санкт-Петербург
- 1998 «Комплекс Франкенштейна», Манеж, Санкт-Петербург
- 1999 «Last Christmas» — Stubnitz gallery, Росток, Германия
- 2000 «Новый Вавилон», городская площадь, Хельсинки, Финляндия; «321 высокое напряжение», Институт Токов Высокого Напряжения, Санкт-Петербург; Концерт группы «Deadушки», СК «Лужники», Москва; «Горящая Европа», Прага, Чехия
- 2001 «Железный Шар» театральная олимпиада, сад «Эрмитаж», Москва; «Шоу речников», фестиваль АРТГРУЗ, Тбилиси, Грузия
- 2002 презентация журнала «Популярная Механика», фабрика «Красный Октябрь», Москва, «Жар-птица» сгоревший городской цирк Батуми, фестиваль «Субтропики», Грузия
- 2003 «Человек-шашлык», фестиваль современного искусства «Арт-Клязьма»
- 2007 «Лебединое озеро», на музыку П. И. Чайковского и И. Вдовина, открытие клуба «Как на Канарах», у Андреевского моста, Москва, «Сатурналии», фестиваль «Soundtropolis», ЛенЭкспо, Санкт-Петербург
- 2008 «Буратино», открытие клуба «Лебединое озеро», Нескучный Сад, Москва
- 2009 «Затмение», фестиваль «Khan Altay», берег реки Катунь, Алтай; «Заплыв олигархов», день рождения журнала «Русский пионер», Экономический форум, крейсер «Аврора», Санкт-Петербург
- 2010 «Огненный орган», совместно с Бастианом Марисом, фестиваль Sisto 2010, пос. Рощино, Ленинградская область.